# Lista de batalhas da Revolução Federalista
A Revolução Federalista é a denominação da guerra civil ocorrida na Região Sul do Brasil, poucos anos após o Golpe Republicano. O conflito originou-se da crise política gerada pelos Federalistas, grupo opositor ao governo de Júlio de Castilhos, então presidente do Rio Grande do Sul, o confronto durou de fevereiro de 1893 a agosto de 1895, nesse tempo diversas batalhas ocorreram e algumas destas podem ser vistas em ordem cronológica abaixo.

### Tabela de Batalhas
| Batalha                 | Data                 | Local                                                                                      | Desfecho                                                                           | Referências                         |
| ----------------------- | -------------------- | ------------------------------------------------------------------------------------------ | ---------------------------------------------------------------------------------- | ----------------------------------- |
| Batalha de Passo Fundo  | 27 de junho de 1894  | Distrito de Pulador, Passo Fundo, Rio Grande do Sul                                        | Vitória republicana                                                                | [ 1 ] [ 2 ] [ 3 ] [ 4 ] [ 5 ] [ 6 ] |
| Batalha do Carovi       | 10 de Agosto de 1894 | perto do arroio Carovi,                                                                    | Vitória republicana - Morte de Gumercindo Saraiva - Cargas Federalistas rechaçadas | [ 7 ] [ 8 ] [ 9 ] [ 10 ]            |
| Batalha de Campo Osório | 24 de junho de 1895  | Próximo ao Rio Quaraí, ao norte do Rincão de Artigas (município de Sant'Ana do Livramento) | Vitória governamental - Derrota da Revolução Federalista                           | [ 11 ] [ 12 ] [ 13 ] [ 14 ] [ 1 ]   |

1. 1 2  «A pacificação». A Federação : Orgam do Partido Republicano. Porto Alegre. 23 de agosto de 1895
2. ↑  http://nexjor.com.br. «Batalha do Pulador, cem anos de história | NEXJOR». Consultado em 24 de maio de 2021
3. ↑  «Em Passo Fundo, uma fazenda para encarar um passado de guerra e um presente de paz». GZH. 6 de agosto de 2020. Consultado em 21 de outubro de 2024
4. ↑  «"Quatro Dias em Abril" narra episódios da Revolução Federalista de 1893». GZH. 12 de abril de 2018. Consultado em 21 de outubro de 2024
5. ↑  História, Tok De (28 de novembro de 2018). «Batalha de Passo Fundo». TOK de HISTÓRIA. Consultado em 21 de outubro de 2024
6. ↑  «A BATALHA DO PULADOR E A APROPRIAÇÃO PELO TURISMO EM PASSO FUNDO». Universidade Federal do Rio Grande do Sul. https://lume.ufrgs.br/bitstream/handle/10183/188991/001085331.pdf?sequence=1&isAllowed=y. 24 de maio de 2021
7. ↑  Capão da Batalha é atração histórica e turística em Capão do Cipó, Radio Santiago
8. ↑  Donato, Hernâni (1996). Dicionário das batalhas brasileiras. São Paulo: IBRASA. p. 247
9. ↑  Capão da Batalha, Secretaria de Desenvolvimento Econômico e de Turismo do Rio Grande do Sul
10. ↑  Capão da Batalha, Caminho das Origens
11. ↑  «Revolução Federalista | Atlas Histórico do Brasil - FGV». atlas.fgv.br. Consultado em 21 de outubro de 2024
12. ↑  Vianna, Helio; Lacombe, Américo Jacobina (1977). História do Brasil: período colonial, monarquia e república. [S.l.]: Edições Melhoramentos
13. ↑  «CPOR/PA». cporpa.eb.mil.br. Consultado em 21 de outubro de 2024
14. ↑  Lima, Afonso Guerreiro (1936). Cronología da história rio-grandense. [S.l.]: Edição da Livraria do Globo